# Gabriel Lopes
Gabriel José Almeida Lopes (Lousã, 15 maggio 1997) è un nuotatore portoghese, specializzato nello stile libero, stile dorso, rana, misti.

## Biografia
Ha rappresentato il Portogallo ai Giochi olimpici estivi di Tokyo 2020, dove si è classificato 21º nei 200 m misti.
Agli europei di Roma 2022 ha vinto la medaglia di bronzo nei 200 m misti, terminando la gara alle spalle dell'ungherese Hubert Kós e dell'italiano Alberto Razzetti. Nei 200 m rana è stato eliminato in finale; in batteria ha realizzato il record nazionale sulla distanza con 2'11"92.

## Palamarès
- Campionati europei di nuoto

Roma 2022: bronzo nei 200m misti.
- Universiadi

Chengdu 2023: oro nei 200m misti.